# La Longue Marche (film, 2019)
Pour les articles homonymes, voir Longue Marche (homonymie).
Pour plus de détails, voir Fiche technique et Distribution.
La Longue Marche (lao :ບໍ່ມີວັນຈາກ, Bor Mi Vanh Chark) est un film laotien réalisé par Mattie Do, sorti en 2019.

## Synopsis
Un vieil homme laotien voyage dans le temps et peut revenir 50 ans en arrière, au moment la mort de sa mère.

## Fiche technique
- Titre : La Longue Marche
- Titre original : ບໍ່ມີວັນຈາກ[1] (Bor Mi Vanh Chark)
- Réalisation : Mattie Do
- Scénario : Christopher Larsen
- Musique : Anthony Weeden
- Photographie : Matthew Macar
- Montage : Zohar Michel
- Production : Justin Deimen, Mattie Do, Christopher Larsen, Annick Mahnert, Jordan Nutson, Abhi Rastogi et Douangmany Soliphanh
- Société de production : Lao Art Media, Screen Division, Aurora Media Holdings, 108 Media et Lotus Production
- Pays :  Laos
- Genre : Drame, science-fiction[2]
- Durée : 116 minutes
- Dates de sortie : 
  -  Laos : 4 septembre 2019 (Giornate degli Autori)

## Distribution
- Yannawoutthi Chanthalungsy : le vieil homme
- Vilouna Phetmany : Lina
- Por Silatsa : le garçon
- Noutnapha Soydara : la fille
- Chanthamone Inoudome : la mère
- Brandon Hashimoto : Kenji
- Vithaya Sombath : le père

## Distinctions
Le film a été présenté dans de nombreux festivals et a remporté plusieurs prix :
- Mostra de Venise 2019 : Présentation de ce film en première mondiale[4]

- Brooklyn Horror Film Festival 2019 : meilleur acteur pour Yannawoutthi Chanthalungsy et meilleure photographie
- Lusca Fantastic Film Fest 2019 : prix du festival
- QCinema International Film Festival 2019 : meilleur acteur pour Por Silatsa
- Festival international du film de Catalogne 2019 : prix New Visions du meilleur réalisateur
- Giornate degli Autori 2019 : sélection officielle en compétition